# Myleus altipinnis
Espèce
Myleus altipinnis est un poisson de la famille des Serrasalmidae qui vit dans les cours d'eau du bassin du rio São Francisco, au Brésil.